# Comuna Pidvîsoke, Berejanî
Pidvîsoke (în ucraineană Підвисоке) este o comună în raionul Berejanî, regiunea Ternopil, Ucraina, formată din satele Demnea, Hutîsko și Pidvîsoke (reședința).

## Demografie
Componența lingvistică a comunei Pidvîsoke
     Ucraineană (99,13%)
     Alte limbi (0,87%)
Conform recensământului din 2001, majoritatea populației comunei Pidvîsoke era vorbitoare de ucraineană (99,13%), existând în minoritate și vorbitori de alte limbi.